# شهرستان شینلونگ
شهرستان شینلونگ (به لاتین: Xinlong County) یک شهرستان‌های جمهوری خلق چین در چین است که در ولایت خودمختار گارزئی تبتی واقع شده‌است.